# (953) Пенлева
953 Пенлева (953 Painleva) — астероид главного астероидного пояса. Открыт 30 ноября 1921 г. российско-польско-французским астрономом Вениамином Жеховским в Алжирской обсерватории. Это первый астероид, открытый учёным. Назван в честь Поля Пенлеве, французского математика и дважды премьер-министра Третьей французской республики.
Пенлева не пересекает орбиту Земли, и делает полный оборот вокруг Солнца за 4,66 Юлианских лет.

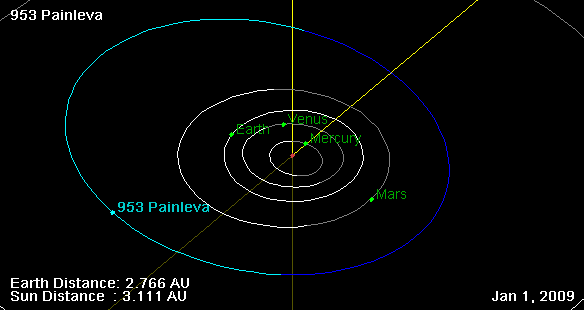
Орбита астероида Пенлева, и его положение в Солнечной системе на 01.01.2009 г. Рисунок NASA JPL Small Body Orbit Viewer applet